# Profiler (televisieserie)
Profiler is een Amerikaanse televisieserie die voor het eerst werd uitgezonden op NBC in 1996 en die in 2000 zijn vierde en laatste seizoen kende.

## Verhaal

### Start
De serie begint met de terugkeer van Samantha Waters naar het VCTF-team van de FBI, waar ze enkele jaren geleden stopte wegens de dood van haar man. Deze werd vermoord door de verdachte (Jack-off-all-trades) in een zaak waaraan Sam werkte, en hij zag haar als zijn ultieme tegenstander, de enige die in zijn buurt zou komen. Hij ging haar stalken en dit mondde uit in de dood van Tom Waters. Sam stopte bij de FBI, maar werd jaren later gevraagd voor hulp, terwijl ze op het platteland met een vriendin en haar dochter woonde. Zo keerde ze terug, en dit is ook Jack niet ontgaan.
De obsessie van Jack zorgt voor spanning op de werkvloer, en hij gaat verder met zijn spel, waarin Sam de hoofdrol speelt. Jack wil het liefst alle naasten van Sam uit de weg ruimen, en uiteindelijk Sam voor zichzelf hebben.

### Seizoen 1
Jack maakt zich door vier doden, verspreid over het land, bekend. In elk lijk zit een kwart briefje verstopt, waarop met UV-licht te lezen valt: "I miss you Sam". Samantha weet genoeg, en verklaart voor de tv tijdens een interview dat over een zaak gaat, dat zij Samantha is, terwijl ze eerder haar identiteit niet prijs wenste te geven.
Uiteindelijk krijgt Sam een relatie met Coop, wat Jack niet zint. Het team wordt in een spannende aflevering dan ook op de proef gesteld, als Jack op het treinstation te pakken lijkt te zijn. Hij is nergens te bekennen, en blijkt als oude man vermomd weg te zijn gekomen. Aan het einde van het seizoen, terwijl enkele confrontaties met en hints van Jack de revue zijn gepasseerd, samen met losse cases, weet Jack Sam gevangen te nemen. Ze krijgt een vloeistof in haar ogen, waardoor ze niet goed meer kan zien en alles wazig wordt. Ze denkt dan Jack te kunnen slaan met een houten plank, maar in werkelijkheid heeft Jack een gevangen agente daar neergezet, en zij is door de klap en val gestorven. Uiteraard kon Sam door haar tijdelijke "blindheid" niet zien. Jack weet te ontkomen en Sam wordt als verdachte gezien voor de moord op de agente.

### Seizoen 2
Sam wordt door een agent meegenomen voor verhoor, en alle (indirecte) bewijs lijkt richting haar te wijzen. Een FBI-agent eist jurisdictie op door middel van een rechterlijk bevel, en laat haar gaan. Uiteindelijk beseft iedereen, dat dit niet het werk van Sam is, en is de aanklacht vervallen.
Even verderop in het seizoen, komt Cooper weer in beeld. Sam maakt duidelijk dat ze vanwege Jack geen relatie aandurft (hij ruimt immers een dergelijk iemand graag uit de weg). Inmiddels heeft Jack een ex-gedetineerde vrouw (Sharon Lesher, gespeeld door Traci Lords) uit de gevangenis opgehaald, die hij aan zich weet te binden. Zij krijgt haardracht en kleren van Sam aangemeten en is jaloers op Sam, en daardoor onvoorspelbaar. Als in een aflevering een loods vol met explosieven zit, ontsnapt Coop op twee seconden na aan de dood. Als hij in een ziekenwagen wordt nagekeken, blijken de chauffeur en zuster Jack en Traci te zijn. Coop wordt vermoord en de volgende naaste dode van Sam is een feit.
Aan het einde van het seizoen, als Sharon wederom gevangen zit nadat ze weg van Jack is gelopen, bereid Jack een ontmoeting tussen allen voor. Het gehele team is aanwezig, op de dag dat Sharon wordt overgeplaatst naar een andere gevangenis. Jack heeft zich naar binnen weten te werken door een bewaker om te leggen en zich als hem te vermommen. Sharon loopt met bewaker inmiddels terug naar haar cel, wanneer ze even weg is geweest, en Jack slaat de bewaker van achteren neer. Dan draait Sam, die zich voordeed als Sharon, zich om naar Jack, en houdt hem onder schot. De "echte" Sharon weet zich echter door een naar binnen gesmokkelde sleutel te bevrijden en vermoord haar bewaker. Zij gaat achter Sam aan, Sam draait zich om, schiet haar dood, en Jack weet te ontsnappen. De gehele gevangenis wordt direct afgesloten en hiermee eindigt seizoen 2.

## Rolverdeling
- Ally Walker - Dr. Samantha 'Sam' Waters (profielschetser S1-3)
- Robert Davi - Bailey Malone (agent)
- Julian McMahon - John Grant (rechercheur)
- Roma Maffia - Grace Alvarez (patholoog anatoom)
- Peter Frechette - George Fraley (technicus)
- Erica Gimpel - Angel Brown (vriendin van Sam)
- Dennis Christopher - Jack (slechterik)
- Caitlin Wachs - Chloe Waters (dochter van Sam, S1-2)
- Michael Whaley - Nathan Brubaker (rechercheur)
- Heather McComb - Frances Malone
- Shiek Mahmud-Bey - Marcus Payton (rechercheur)
- Traci Lords - Sharon Lesher
- Jamie Luner - Rachel Burke (profielschetser in S4)
- Adolph Martinez - Agent Nick 'Coop' Cooper (explosievenexpert)
- Evan Rachel Wood - Chloe Waters (dochter van Sam, S3-4)
- Mark Rolston - Donald Lucas
- John Mese - Paul Sterling
- Lawrence Pressman - Walter Anderson
- Gregory Itzin - Joel Marks